# فوتوپریلاد
فوتوپریلاد (انگلیسی: Photoprylad) شرکت الکترونیک اوکراینی است، که در سال ۱۹۶۲ تأسیس شد.